# Структура событий
Структура событий — множество объектов-событий, наделённое структурой причинно-следственной зависимости и несовместимости. Определяется как тройка {\displaystyle (E,\leqslant ,\#)}, где:
- {\displaystyle E} — множество событий,
- {\displaystyle \leqslant } — частичный порядок на {\displaystyle E}, который называется причинностью (или причинно-следственной зависимостью),
- {\displaystyle \#} — антирефлексивное симметричное отношение, называемое несовместимостью (или конфликтностью),

на которую наложены следующие аксиомы:
- конечность причин: для каждого события {\displaystyle e\in E} множество {\displaystyle [e]=\{f\in E|f\leqslant e\}} предшественников {\displaystyle e} в {\displaystyle E} конечно,
- наследственность несовместимости: для каждого события {\displaystyle d,e,f\in E}, если {\displaystyle d\leqslant e} и {\displaystyle d\#f} то {\displaystyle e\#f}.

Применяется в информатике и прикладной математике (имитационном моделировании, теории автоматов).